# Stipagrostis shawii
Stipagrostis shawii är en gräsart som först beskrevs av Hildemar Wolfgang Scholz, och fick sitt nu gällande namn av Hildemar Wolfgang Scholz. Stipagrostis shawii ingår i släktet Stipagrostis och familjen gräs. Inga underarter finns listade i Catalogue of Life.